# La Ginebrosa (kommunhuvudort)
La Ginebrosa är en kommunhuvudort i Spanien.   Den ligger i provinsen Provincia de Teruel och regionen Aragonien, i den östra delen av landet, 300 km öster om huvudstaden Madrid. La Ginebrosa ligger 715 meter över havet och antalet invånare är 236.
Terrängen runt La Ginebrosa är lite kuperad. Runt La Ginebrosa är det mycket glesbefolkat, med 3 invånare per kvadratkilometer. Närmaste större samhälle är Alcañiz, 20,0 km norr om La Ginebrosa. 